# Slag bij Brentwood
De Slag bij Brentwood vond plaats op 25 maart 1863 in Williamson County, Tennessee tijdens de Amerikaanse Burgeroorlog.
Brentwood, een station langs de Nashville & Decatur Spoorweg, werd beschermd door 400 soldaten onder leiding van luitenant-kolonel Edward Bloodgood. Op 25 maart 1863 naderde de Zuidelijke cavalerie onder leiding van brigadegeneraal Nathan Bedford Forrest de stad. De dag ervoor had Forrest kolonel J.W. Starnes een deel van de telegraaflijnen en spoorrails laten vernietigen. Rond 07.00u arriveerde Forrest voor Brentwood en stuurde een boodschap naar Bloodgood met de vraag tot overgave. Hoewel Bloodgood geen versterkingen kon vragen via de telegraaf weigerde hij zich over te geven. Een half uur later was de Zuidelijke artillerie opgesteld om de stad te bombarderen. Bloodgood gaf zich uiteindelijk over. De Noordelijke installaties in de Brentwood werden vernietigd.

## Bron
- National Park Service - Brentwood